# Třída Palestro
Třída Palestro byla lodní třída torpédoborců Italského královského námořnictva. Celkem byly postaveny čtyři jednotky této třídy. Ve službě byly v letech 1921–1944. Od roku 1938 byly klasifikovány jako torpédovky. Bojovaly v druhé světové válce. O dvě plavidla italské námořnictvo přišlo roku 1940. Po italské kapitulaci v září 1943 dvě přeživší plavidla zajali Němci a zařadili jej do Kriegsmarine. Obě byla roku 1944 zničena.

## Stavba
Konstrukce vycházela z dřívější třídy Audace. Roku 1915 byla objednána stavba osmi torpédoborců této třídy, avšak kvůli nedostatku surovin byly roku 1917 loděnicí Cantiere navale fratelli Orlando v Livornu rozestavěny pouze čtyři. Jejich stavba byla pomalá, takže byly do služby zařazeny v letech 1921–1923. Druhá čtveřice torpédoborců, původní objednaných v rámci této třídy, byla postavena ve 20. letech v upravené podobě jako třída Curtatone.
Jednotky třídy Palestro:
| Jméno            | Založení kýlu | Spuštěna          | Vstup do služby | Osud |
| ---------------- | ------------- | ----------------- | --------------- | --- |
| Palestro (PT)    | duben 1917    | 23. března 1919   | leden 1921      | Dne 22. září 1940 západně od Drače potopen britskou ponorkou HMS Osiris (N67). |
| Confienza (CF)   | květen 1917   | 18. prosince 1920 | duben 1923      | Dne 20. listopadu 1940 se potopil u Brindisi po kolizi s italským pomocným křižníkem Capitano A. Cecchi. |
| San Martino (SM) | duben 1917    | 8. září 1920      | říjen 1922      | Dne 9. září 1943 v Pireu zajat Němci. Dne 28. října 1943 zařazen do Kriegsmarine jako TA18. V listopadu 1943 přeznačen na TA17. Dne 18. června 1944 poškozen minou. Opravy nebyly dokončeny. Dne 18. září 1944 znovu poškozen náletem. Dne 12. října 1944 potopen vlastní posádkou v lokalitě Salamis. |
| Solferino (SL)   | duben 1917    | 28. dubna 1920    | říjen 1921      | Dne 9. září 1943 zajat Němci v zátoce Suda na Krétě. Dne 25. července 1944 zařazen do Kriegsmarine jako TA18. Dne 19. října 1944 u ostrova Skiathos poškozen britskými torpédoborci třídy S a T HMS Termagant (R89) a HMS Tuscan (R56). Najel na břeh u Volosu a byl zničen vlastní posádkou.          |

## Konstrukce

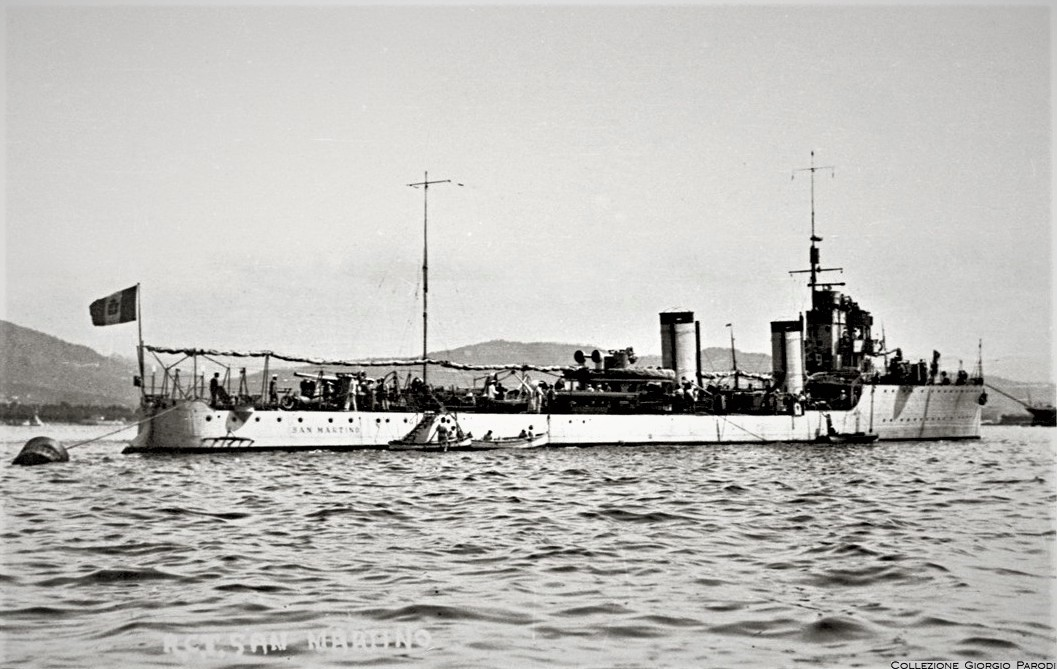
San Martino (SM)

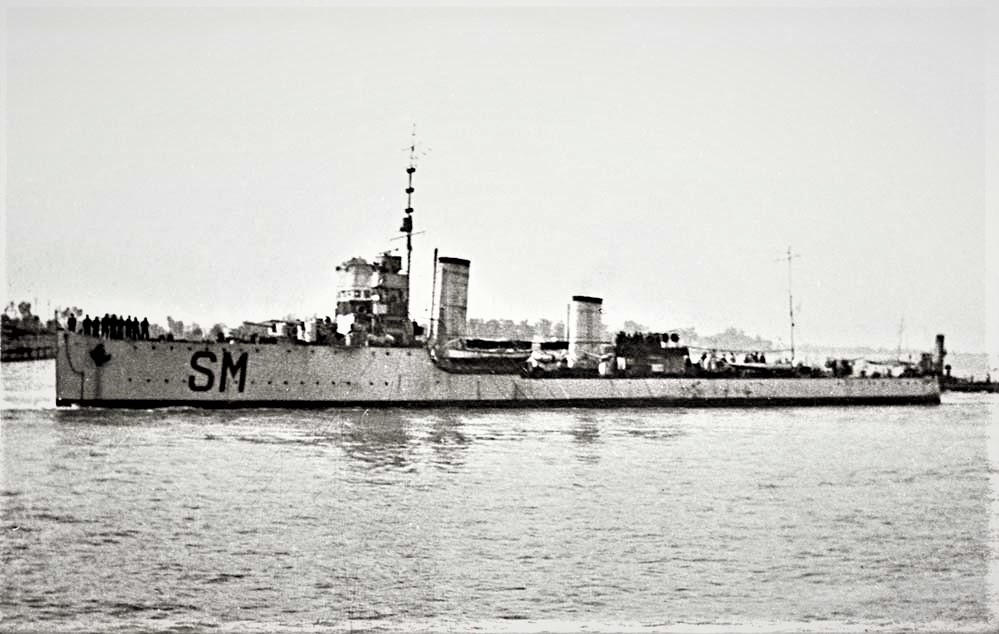
San Martino (SM)

Výzbroj tvořily čtyři 102mm kanóny, dva 76mm kanóny, dva 6,5mm kulomety, dva dvojhlavňové 450mm torpédomety a až 38 námořních min. Pohonný systém tvořily čtyři kotle Thornycroft a dvě turbíny Zoelly o výkonu 18 000 hp, pohánějící dva lodní šrouby. Spaliny odváděly dva komíny. Nejvyšší rychlost dosahovala 32 uzlů. Dosah byl 1970 námořních mil při rychlosti čtrnáct uzlů.

### Modernizace
Roku 1942 bylo u přeživších torpdoborců San Martino a Solferino upraveno složení výzbroje na dva 102mm kanóny, šest 20mm kanónů, čtyři 450mm torpédomety a dva vrhače hlubinných pum.
Roku 1943 výzbroj TA17 posílil 37mm kanón. Rozsáhlejší byly změny v případě TA18, kde novou výzbroj tvořily dva 102mm kanóny, deset 20mm kanónů a dvojitý 533mm torpédomet.